# Puchar Świata w narciarstwie dowolnym 1990/1991
Puchar Świata w narciarstwie dowolnym 1990/1991 rozpoczął się 30 listopada 1990 we francuskim La Plagne, a zakończył 23 marca 1991 w szwedzkim Hundfjället. Była to 12 edycja Pucharu Świata w narciarstwie dowolnym. Puchar Świata rozegrany został w 10 krajach i 13 miastach na 2 kontynentach. Najwięcej zawodów odbyło się we Francji, po 12 dla mężczyzn i kobiet. 
Obrońcą Pucharu Świata wśród mężczyzn był Francuz Éric Laboureix, a wśród kobiet Szwajcarka Conny Kissling. W tym sezonie zarówno Laboureix jak i Kissling obronili tytuły wywalczone w poprzednim sezonie. Dla Laboureix był to piąty tytuł w karierze, a dla Kissling był to już dziewiąty tytuł z rzędu.

## Konkurencje
- AE = skoki akrobatyczne
- MO = jazda po muldach
- BA = balet narciarski
- KB = kombinacja

## Mężczyźni

### Kalendarz i wyniki
| Lp                                                               | Data              | Miejsce      | Konkurencja | Zwycięzca          | 2. miejsce         | 3. miejsce           |
| 1.                                                               | 30 listopada 1990 | La Plagne    | MO          | Edgar Grospiron    | Hans Engelsen Eide | Éric Berthon         |
| 2.                                                               | 1 grudnia 1990    | La Plagne    | AE          | Michel Roth        | Lloyd Langlois     | Alexander Stögner    |
| 3.                                                               | 2 grudnia 1990    | La Plagne    | BA          | Brak danych        | Rune Kristiansen   | Lane Spina           |
| 4.                                                               | 2 grudnia 1990    | La Plagne    | KB          | Siergiej Szuplecow | Trace Worthington  | Rafael Herrero       |
| 5.                                                               | 6 grudnia 1990    | Tignes       | MO          | Éric Berthon       | Edgar Grospiron    | Hans Engelsen Eide   |
| 6.                                                               | 7 grudnia 1990    | Tignes       | AE          | Lloyd Langlois     | Philippe LaRoche   | Trace Worthington    |
| 7.                                                               | 8 grudnia 1990    | Tignes       | BA          | Roberto Franco     | Lane Spina         | Rune Kristiansen     |
| 8.                                                               | 8 grudnia 1990    | Tignes       | KB          | Trace Worthington  | Siergiej Szuplecow | Jeff Viola           |
| 9.                                                               | 14 grudnia 1990   | Zermatt      | BA          | Lane Spina         | Heini Baumgartner  | Armin Weiß           |
| 10.                                                              | 15 grudnia 1990   | Zermatt      | MO          | John Smart         | Éric Berthon       | Olivier Allamand     |
| 11.                                                              | 16 grudnia 1990   | Zermatt      | AE          | Philippe LaRoche   | Jean-Marc Bacquin  | Chip Milner          |
| 12.                                                              | 16 grudnia 1990   | Zermatt      | KB          | Youri Gilg         | Trace Worthington  | Jeff Viola           |
| 13.                                                              | 20 grudnia 1990   | Piancavallo  | BA          | Rune Kristiansen   | Lane Spina         | Dave Walker          |
| 14.                                                              | 21 grudnia 1990   | Piancavallo  | AE          | Kris Feddersen     | Philippe LaRoche   | Jean-Marc Bacquin    |
| 15.                                                              | 11 stycznia 1991  | Blackcomb    | BA          | Rune Kristiansen   | Brak danych        | Roberto Franco       |
| 16.                                                              | 12 stycznia 1991  | Blackcomb    | MO          | Nelson Carmichael  | Christian Marcoux  | Hans Engelsen Eide   |
| 17.                                                              | 13 stycznia 1991  | Blackcomb    | AE          | Lloyd Langlois     | Jean-Marc Bacquin  | Jean-Damien Climonet |
| 18.                                                              | 13 stycznia 1991  | Blackcomb    | KB          | Éric Laboureix     | Youri Gilg         | Murray Cluff         |
| 19.                                                              | 17 stycznia 1991  | Breckenridge | BA          | Lane Spina         | Dave Walker        | Jean-Marc Bacquin    |
| 20.                                                              | 18 stycznia 1991  | Breckenridge | MO          | Edgar Grospiron    | Hans Engelsen Eide | John Smart           |
| 21.                                                              | 19 stycznia 1991  | Breckenridge | MO          | Edgar Grospiron    | Jean-Luc Brassard  | Youri Gilg           |
| 22.                                                              | 19 stycznia 1991  | Breckenridge | KB          | Trace Worthington  | Youri Gilg         | Rafael Herrero       |
| 23.                                                              | 20 stycznia 1991  | Breckenridge | AE          | Philippe LaRoche   | Nicolas Fontaine   | Kris Feddersen       |
| 24.                                                              | 20 stycznia 1991  | Breckenridge | KB          | Éric Laboureix     | Youri Gilg         | Trace Worthington    |
| 25.                                                              | 1 lutego 1991     | Mont Gabriel | BA          | Rune Kristiansen   | Brak danych        | Roberto Franco       |
| 26.                                                              | 2 lutego 1991     | Mont Gabriel | MO          | Jean-Luc Brassard  | Youri Gilg         | Nelson Carmichael    |
| 27.                                                              | 3 lutego 1991     | Mont Gabriel | AE          | Philippe LaRoche   | Lloyd Langlois     | Jean-Marc Rozon      |
| 28.                                                              | 3 lutego 1991     | Mont Gabriel | KB          | Trace Worthington  | Youri Gilg         | Jeff Viola           |
| 3. Mistrzostwa Świata w Narciarstwie Dowolnym 1991 – Lake Placid |                   |              |             |                    |                    |                      |
| 29.                                                              | 19 lutego 1991    | La Clusaz    | BA          | Rune Kristiansen   | Brak danych        | Fabrice Becker       |
| 30.                                                              | 20 lutego 1991    | La Clusaz    | MO          | Olivier Allamand   | Éric Berthon       | Hans Engelsen Eide   |
| 31.                                                              | 10 lutego 1991    | La Clusaz    | AE          | Didier Méda        | Trace Worthington  | Jean-Marc Bacquin    |
| 32.                                                              | 21 lutego 1991    | La Clusaz    | KB          | Éric Laboureix     | Trace Worthington  | Youri Gilg           |
| 33.                                                              | 24 lutego 1991    | Skole        | BA          | Rune Kristiansen   | Roberto Franco     | Dave Walker          |
| 34.                                                              | 25 lutego 1991    | Skole        | MO          | Edgar Grospiron    | John Smart         | Chuck Martin         |
| 35.                                                              | 26 lutego 1991    | Skole        | AE          | Trace Worthington  | Kris Feddersen     | Andriej Lisicki      |
| 36.                                                              | 26 lutego 1991    | Skole        | KB          | Éric Laboureix     | Trace Worthington  | Jeff Viola           |
| 37.                                                              | 2 marca 1991      | Oberjoch     | BA          | Brak danych        | Rune Kristiansen   | Fabrice Becker       |
| 38.                                                              | 3 marca 1991      | Oberjoch     | AE          | Didier Méda        | Philippe LaRoche   | Kris Feddersen       |
| 39.                                                              | 8 marca 1991      | Voss         | BA          | Richard Peirce     | Dave Walker        | Rune Kristiansen     |
| 40.                                                              | 9 marca 1991      | Voss         | MO          | Olivier Allamand   | Hans Engelsen Eide | Nelson Carmichael    |
| 41.                                                              | 10 marca 1991     | Voss         | AE          | Didier Méda        | Alexander Stögner  | Trace Worthington    |
| 42.                                                              | 10 marca 1991     | Voss         | KB          | Éric Laboureix     | Trace Worthington  | Youri Gilg           |
| 43.                                                              | 14 marca 1991     | Pyhätunturi  | BA          | Rune Kristiansen   | Lane Spina         | Dave Walker          |
| 44.                                                              | 16 marca 1991     | Pyhätunturi  | MO          | Nelson Carmichael  | Siergiej Szuplecow | Edgar Grospiron      |
| 45.                                                              | 17 marca 1991     | Pyhätunturi  | AE          | Didier Méda        | Jean-Marc Bacquin  | Alexis Blanc         |
| 46.                                                              | 17 marca 1991     | Pyhätunturi  | KB          | Philippe LaRoche   | Kris Feddersen     | Jean-Damien Climonet |
| 47.                                                              | 21 marca 1991     | Hundfjället  | AE          | Éric Laboureix     | Trace Worthington  | Youri Gilg           |
| 48.                                                              | 22 marca 1991     | Hundfjället  | BA          | Lane Spina         | Rune Kristiansen   | Armin Weiß           |
| 49.                                                              | 23 marca 1991     | Hundfjället  | MO          | Youri Gilg         | Leif Persson       | Edgar Grospiron      |
| 50.                                                              | 23 marca 1991     | Hundfjället  | KB          | Éric Laboureix     | Youri Gilg         | David Belhumeur      |

### Klasyfikacje
| Lp. | Zawodnik           | Punkty |
| --- | ------------------ | ------ |
| 1.  | Éric Laboureix     | 49     |
| 2.  | Youri Gilg         | 47     |
| 3.  | Trace Worthington  | 45     |
| 4.  | Jeff Viola         | 28     |
| 5.  | Rune Kristiansen   | 25     |
| 5.  | Hugo Bonatti       | 25     |
| 7.  | Edgar Grospiron    | 24     |
| 7.  | Lane Spina         | 24     |
| 9.  | Philippe LaRoche   | 23     |
| 9.  | Didier Méda        | 23     |
| 9.  | Hans Engelsen Eide | 23     |

| Lp. | Zawodnik             | Punkty |
| --- | -------------------- | ------ |
| 1.  | Philippe LaRoche     | 210    |
| 2.  | Didier Méda          | 206    |
| 3.  | Jean-Marc Bacquin    | 202    |
| 4.  | Kris Feddersen       | 198    |
| 5.  | Trace Worthington    | 194    |
| 6.  | Sébastien Foucras    | 174    |
| 7.  | Jean-Damien Climonet | 173    |
| 8.  | Alexander Stögner    | 172    |
| 9.  | Alexis Blanc         | 152    |
| 10. | Chip Milner          | 144    |

| Lp. | Zawodnik           | Punkty |
| --- | ------------------ | ------ |
| 1.  | Edgar Grospiron    | 192    |
| 2.  | Hans Engelsen Eide | 182    |
| 3.  | Éric Berthon       | 180    |
| 4.  | Olivier Allamand   | 177    |
| 5.  | Nelson Carmichael  | 176    |
| 6.  | John Smart         | 163    |
| 7.  | Jean-Luc Brassard  | 157    |
| 8.  | Chuck Martin       | 156    |
| 9.  | Youri Gilg         | 154    |
| 10. | Bruno Bertrand     | 145    |

| Lp. | Zawodnik           | Punkty |
| --- | ------------------ | ------ |
| 1.  | Rune Kristiansen   | 223    |
| 2.  | Lane Spina         | 213    |
| 3.  | Dave Walker        | 201    |
| 4.  | Roberto Franco     | 197    |
| 5.  | Armin Weiß         | 191    |
| 6.  | Richard Peirce     | 186    |
| 7.  | Heini Baumgartner  | 183    |
| 8.  | Fabrice Becker     | 182    |
| 9.  | Jeff Wintersteen   | 165    |
| 10. | Hermann Reitberger | 159    |

| Lp. | Zawodnik           | Punkty |
| --- | ------------------ | ------ |
| 1.  | Éric Laboureix     | 117    |
| 2.  | Trace Worthington  | 115    |
| 3.  | Youri Gilg         | 111    |
| 4.  | Jeff Viola         | 99     |
| 5.  | Rafael Herrero     | 82     |
| 6.  | Hugo Bonatti       | 65     |
| 7.  | Siergiej Szuplecow | 41     |
| 8.  | David Belhumeur    | 36     |
| 9.  | Ginjiro Nakano     | 21     |
| 10. | Murray Cluff       | 13     |

## Kobiety

### Kalendarz i wyniki
| Lp                                                               | Data              | Miejsce      | Konkurencja | Zwyciężczyni            | 2. miejsce              | 3. miejsce           |
| 1.                                                               | 30 listopada 1990 | La Plagne    | MO          | Raphaëlle Monod         | Donna Weinbrecht        | Stine Lise Hattestad |
| 2.                                                               | 1 grudnia 1990    | La Plagne    | AE          | Sabine Horvath          | Jodie Spiegel           | Hilde Synnøve Lid    |
| 3.                                                               | 2 grudnia 1990    | La Plagne    | BA          | Cathy Féchoz            | Jan Bucher              | Ellen Breen          |
| 4.                                                               | 2 grudnia 1990    | La Plagne    | KB          | Jilly Curry             | Kristean Porter         | Katherina Kubenk     |
| 5.                                                               | 6 grudnia 1990    | Tignes       | MO          | Jelizawieta Kożewnikowa | Raphaëlle Monod         | Stine Lise Hattestad |
| 6.                                                               | 7 grudnia 1990    | Tignes       | AE          | Catherine Lombard       | Elfie Simchen           | Kirstie Marshall     |
| 7.                                                               | 8 grudnia 1990    | Tignes       | BA          | Conny Kissling          | Ellen Breen             | Jan Bucher           |
| 8.                                                               | 8 grudnia 1990    | Tignes       | KB          | Conny Kissling          | Jilly Curry             | Katherina Kubenk     |
| 9.                                                               | 14 grudnia 1990   | Zermatt      | BA          | Conny Kissling          | Jan Bucher              | Åsa Magnusson        |
| 10.                                                              | 15 grudnia 1990   | Zermatt      | MO          | Donna Weinbrecht        | Raphaëlle Monod         | Stine Lise Hattestad |
| 11.                                                              | 16 grudnia 1990   | Zermatt      | AE          | Liselotte Johansson     | Hilde Synnøve Lid       | Elfie Simchen        |
| 12.                                                              | 16 grudnia 1990   | Zermatt      | KB          | Conny Kissling          | Maja Schmid             | Katherina Kubenk     |
| 13.                                                              | 20 grudnia 1990   | Piancavallo  | BA          | Conny Kissling          | Jan Bucher              | Cathy Féchoz         |
| 14.                                                              | 21 grudnia 1990   | Piancavallo  | AE          | Elfie Simchen           | Kirstie Marshall        | Sue Michalski-Cagen  |
| 15.                                                              | 11 stycznia 1991  | Blackcomb    | BA          | Conny Kissling          | Jan Bucher              | Ellen Breen          |
| 16.                                                              | 12 stycznia 1991  | Blackcomb    | MO          | Donna Weinbrecht        | Raphaëlle Monod         | Maggie Connor        |
| 17.                                                              | 13 stycznia 1991  | Blackcomb    | AE          | Kirstie Marshall        | Marie Lindgren          | Colette Brand        |
| 18.                                                              | 13 stycznia 1991  | Blackcomb    | KB          | Conny Kissling          | Maja Schmid             | Jilly Curry          |
| 19.                                                              | 17 stycznia 1991  | Breckenridge | BA          | Conny Kissling          | Jan Bucher              | Ellen Breen          |
| 20.                                                              | 18 stycznia 1991  | Breckenridge | MO          | Donna Weinbrecht        | Birgit Stein-Keppler    | Silvia Marciandi     |
| 21.                                                              | 19 stycznia 1991  | Breckenridge | MO          | Donna Weinbrecht        | Raphaëlle Monod         | Tatjana Mittermayer  |
| 22.                                                              | 19 stycznia 1991  | Breckenridge | KB          | Conny Kissling          | Jilly Curry             | Maja Schmid          |
| 23.                                                              | 20 stycznia 1991  | Breckenridge | AE          | Marie Lindgren          | Kirstie Marshall        | Elfie Simchen        |
| 24.                                                              | 20 stycznia 1991  | Breckenridge | KB          | Conny Kissling          | Kristean Porter         | Jilly Curry          |
| 25.                                                              | 1 lutego 1991     | Mont Gabriel | BA          | Conny Kissling          | Jan Bucher              | Ellen Breen          |
| 26.                                                              | 2 lutego 1991     | Mont Gabriel | MO          | Donna Weinbrecht        | Jelizawieta Kożewnikowa | Tatjana Mittermayer  |
| 27.                                                              | 3 lutego 1991     | Mont Gabriel | AE          | Elfie Simchen           | Lina Cheryazova         | Kirstie Marshall     |
| 28.                                                              | 3 lutego 1991     | Mont Gabriel | KB          | Conny Kissling          | Jilly Curry             | Katherina Kubenk     |
| 3. Mistrzostwa Świata w Narciarstwie Dowolnym 1991 – Lake Placid |                   |              |             |                         |                         |                      |
| 29.                                                              | 19 lutego 1991    | La Clusaz    | BA          | Ellen Breen             | Conny Kissling          | Cathy Féchoz         |
| 30.                                                              | 20 lutego 1991    | La Clusaz    | MO          | Donna Weinbrecht        | Maggie Connor           | Tatjana Mittermayer  |
| 31.                                                              | 10 lutego 1991    | La Clusaz    | AE          | Sabine Horvath          | Conny Kissling          | Hilde Synnøve Lid    |
| 32.                                                              | 21 lutego 1991    | La Clusaz    | KB          | Conny Kissling          | Maja Schmid             | Jilly Curry          |
| 33.                                                              | 24 lutego 1991    | Skole        | BA          | Conny Kissling          | Cathy Féchoz            | Sharon Petzold       |
| 34.                                                              | 25 lutego 1991    | Skole        | MO          | Jelizawieta Kożewnikowa | LeeLee Morrison         | Donna Weinbrecht     |
| 35.                                                              | 26 lutego 1991    | Skole        | AE          | Kirstie Marshall        | Lina Cheryazova         | Hilde Synnøve Lid    |
| 36.                                                              | 26 lutego 1991    | Skole        | KB          | Conny Kissling          | Maja Schmid             | Kristean Porter      |
| 37.                                                              | 2 marca 1991      | Oberjoch     | BA          | Conny Kissling          | Ellen Breen             | Nadège Ferrier       |
| 38.                                                              | 3 marca 1991      | Oberjoch     | AE          | Sonja Reichart          | Elfie Simchen           | Kirstie Marshall     |
| 39.                                                              | 8 marca 1991      | Voss         | BA          | Ellen Breen             | Jan Bucher              | Conny Kissling       |
| 40.                                                              | 9 marca 1991      | Voss         | MO          | LeeLee Morrison         | Donna Weinbrecht        | Stine Lise Hattestad |
| 41.                                                              | 10 marca 1991     | Voss         | AE          | Elfie Simchen           | Kirstie Marshall        | Hilde Synnøve Lid    |
| 42.                                                              | 10 marca 1991     | Voss         | KB          | Conny Kissling          | Jilly Curry             | Kylie Gill           |
| 43.                                                              | 14 marca 1991     | Pyhätunturi  | BA          | Conny Kissling          | Jan Bucher              | Åsa Magnusson        |
| 44.                                                              | 16 marca 1991     | Pyhätunturi  | MO          | Jelizawieta Kożewnikowa | LeeLee Morrison         | Donna Weinbrecht     |
| 45.                                                              | 17 marca 1991     | Pyhätunturi  | AE          | Elfie Simchen           | Colette Brand           | Lina Cheryazova      |
| 46.                                                              | 17 marca 1991     | Pyhätunturi  | KB          | Conny Kissling          | Jilly Curry             | Maja Schmid          |
| 47.                                                              | 21 marca 1991     | Hundfjället  | AE          | Colette Brand           | Elfie Simchen           | Kirstie Marshall     |
| 48.                                                              | 22 marca 1991     | Hundfjället  | BA          | Conny Kissling          | Jan Bucher              | Ellen Breen          |
| 49.                                                              | 23 marca 1991     | Hundfjället  | MO          | Donna Weinbrecht        | Stine Lise Hattestad    | LeeLee Morrison      |
| 50.                                                              | 23 marca 1991     | Hundfjället  | KB          | Conny Kissling          | Kristean Porter         | Jilly Curry          |

### Klasyfikacje
| Lp. | Zawodniczka          | Punkty |
| --- | -------------------- | ------ |
| 1.  | Conny Kissling       | 26     |
| 2.  | Jilly Curry          | 14     |
| 3.  | Maja Schmid          | 13     |
| 4.  | Donna Weinbrecht     | 12     |
| 4.  | Kristean Porter      | 12     |
| 6.  | Elfie Simchen        | 11     |
| 6.  | Kirstie Marshall     | 11     |
| 6.  | Jan Bucher           | 11     |
| 6.  | Ellen Breen          | 11     |
| 10. | Stine Lise Hattestad | 10     |

| Lp. | Zawodniczka         | Punkty |
| --- | ------------------- | ------ |
| 1.  | Elfie Simchen       | 101    |
| 2.  | Kirstie Marshall    | 97     |
| 3.  | Colette Brand       | 81     |
| 4.  | Hilde Synnøve Lid   | 77     |
| 5.  | Marie Lindgren      | 70     |
| 6.  | Jilly Curry         | 59     |
| 7.  | Liselotte Johansson | 53     |
| 8.  | Sabine Horvath      | 47     |
| 9.  | Sue Michalski-Cagen | 40     |
| 10. | Lina Cheryazova     | 39     |

| Lp. | Zawodniczka             | Punkty |
| --- | ----------------------- | ------ |
| 1.  | Donna Weinbrecht        | 95     |
| 2.  | Stine Lise Hattestad    | 78     |
| 3.  | LeeLee Morrison         | 75     |
| 4.  | Raphaëlle Monod         | 72     |
| 5.  | Maggie Connor           | 60     |
| 5.  | Tatjana Mittermayer     | 60     |
| 5.  | Birgit Stein-Keppler    | 60     |
| 8.  | Silvia Marciandi        | 57     |
| 9.  | Jelizawieta Kożewnikowa | 56     |
| 10. | Petra Moroder           | 50     |

| Lp. | Zawodniczka    | Punkty |
| --- | -------------- | ------ |
| 1.  | Conny Kissling | 108    |
| 2.  | Jan Bucher     | 99     |
| 3.  | Ellen Breen    | 96     |
| 4.  | Cathy Féchoz   | 85     |
| 5.  | Julia Snell    | 74     |
| 6.  | Åsa Magnusson  | 70     |
| 7.  | Nadège Ferrier | 57     |
| 8.  | Sharon Petzold | 49     |
| 9.  | Maja Schmid    | 46     |
| 10. | Monika Kamber  | 40     |

| Lp. | Zawodniczka         | Punkty |
| --- | ------------------- | ------ |
| 1.  | Conny Kissling      | 64     |
| 2.  | Jilly Curry         | 55     |
| 3.  | Maja Schmid         | 50     |
| 4.  | Kristean Porter     | 46     |
| 5.  | Katherina Kubenk    | 42     |
| 6.  | Kylie Gill          | 15     |
| ... | Brak danych         |        |
| 8.  | Marija Chriaszczewa | 4      |
| 8.  | Tarsha Ebbern       | 4      |